# Club Sporting Cristal
Club Sporting Cristal, zkráceně Sporting Cristal, je peruánský fotbalový klub z města Lima. Většinu domácích zápasů hraje na Estadio Alberto Gallardo. Nejvýznamnější zápasy (kontinentální poháry, derby s Universitariem a Alianzou) hraje na Estadio Nacional. Barvy jsou světle modrá a bílá.

## Historie
Klub byl založen v roce 1955. Založil ho Ricardo Bentín Mujica, majitel pivovaru Backus and Johnston. Klub dostal jméno Cristal po hlavní značce piva z tohoto pivovaru. Hned v roce 1956 vyhrál tým ligu. Další tituly přibývaly a klub se tak zařadil mezi 3 nejúspěšnější v zemi.
V letech 1962 až 1969 tým neprohrál v Poháru osvoboditelů 17 zápasů za sebou (8 výher, 9 remíz), což je rekord. V roce 1997 hrál finále Poháru osvoboditelů.

## Úspěchy
Národní
- Primera División:

Vítěz (20): 1956, 1961, 1968, 1970, 1972, 1979, 1980, 1983, 1988, 1991, 1994, 1995, 1996, 2002, 2005, 2012, 2014, 2016, 2018, 2020
- Torneo Apertura:

Vítěz (4): 1994, 2003, 2015, 2018
- Torneo Clausura:

Vítěz (6): 1998, 2002, 2004, 2005, 2014, 2016
- Torneo de Verano:

Vítěz (1): 2018
- |Torneo Regional:

Vítěz (3): 1989-I, 1991-I, 1991-II
- Torneo Interzonal:

Vítěz (1): 1982
Mezinárodní
- Pohár osvoboditelů:

Finalista (1): 1997

## Slavní hráči
- Percy Liza

- Jhilmar Lora

- Héctor Chumpitaz

- Orlando de la Torre

- Rolando Blackburn

- Jesús Castillo

- Joao Grimaldo

- Alex Pineda Chacón

- Federico Sacchi

- Diego Buonanotte